# La Méaugon
La Méaugon (bret. Lanvealgon) – miejscowość i gmina we Francji, w regionie Bretania, w departamencie Côtes-d’Armor.
Według danych na rok 1990 gminę zamieszkiwały 993 osoby, a gęstość zaludnienia wynosiła 146 osób/km² (wśród 1269 gmin Bretanii La Méaugon plasuje się na 584. miejscu pod względem liczby ludności, natomiast pod względem powierzchni na miejscu 955.).